# Arroyo Vincent
El arroyo Vincent es una corriente glaciar de un kilómetro de largo en el valle Taylor de la Tierra Victoria en la Antártida Oriental. Fluye hacia el norte desde el extremo norte del glaciar Hughes hasta la orilla sur del lago Bonney.
El Comité Consultivo sobre Nomenclatura Antártica lo nombró en 1996 en honor al limnólogo neozelandés Warwick F. Vincent de la Universidad Laval, que había realizado estudios en los valles secos de McMurdo en 1978.